# Lindbladia tubulina
Lindbladia tubulina ist eine Schleimpilz-Art aus der Ordnung der Liceida und der einzige Vertreter ihrer Gattung.

## Merkmale
Das Plasmodium ist sepiafarben, braunschwarz oder schwarz. Der Fruchtkörper ist in der Regel pseudoaethalioid, gelegentlich bis hin zu aethalioid oder selten sporangiat, dann aber dichte Gruppen bildend und meist ungestielt, selten gestielt. Die einzelnen Sporangien sind zylindrisch und bilden ein fleckförmiges bis kissenförmiges Aethalium mit 1 bis 25 Zentimeter Durchmesser und einer Dicke von 2 bis 10 Millimeter. Seine verdickte, schwarze oder dunkelbraune Außenhaut besteht aus unvollständig entwickelten Peridialwänden und Sporen und bedeckt das ocker- bis olivbraune Innere. Ihre Skulpturierung reicht von leichter Rauheit bis hin zu deutlich nach außen gewölbten, kugelförmigen Enden der Einzelsporangien, die einen Durchmesser von 0,4 bis 0,8 Millimeter aufweisen.
Der deutlich ausgeprägte, schwammartige Hypothallus ist gelegentlich häutig, häufig jedoch mehrschichtig und bildet einen durchgehenden Untergrund für den Fruchtkörper. Das Peridium ist eine schimmernde, durchgängig häutige Schicht. Sie ist nach außen glatt, innen teils glatt, teils geädert und meist unregelmäßig mit kleinen Vertiefungen bedeckt, die einen Durchmesser von 0,4 bis 0,8 Mikrometer haben und am Rand verdickt sein können. Dictydine Körnchen finden sich in Gestalt dunkler oder farbloser Kügelchen, sie weisen einen Durchmesser von 0,8 bis 1,8 Mikrometer auf.
Ein Capillitium oder Pseudocapillitium fehlt. Die Sporen sind als Sporenmasse ocker bis olivbraun, im Durchlicht blass gefärbt. Sie sind rund und messen 5 bis 7 Mikrometer im Durchmesser, dictydine Körnchen fehlen üblicherweise. Ihre Oberfläche ist gratig skulpturiert und bildet so teilweise eine netzartige Struktur, im Lichtmikroskop erscheinen sie fein bestachelt.

## Verbreitung
Lindbladia tubulina ist weit verbreitet, Nachweise finden sich aus Ceylon, Japan, in Nordamerika von Kanada bis Texas, sowie in Europa von Skandinavien bis Portugal. Funde in der Neotropis fehlen. Viele Exemplare wurden auf Totholz, Reisig oder den Nadeln von Nadelbäumen gefunden, seltener auch auf Laubbaumholz. Jahreszeitlich finden sie sich vom späten Frühjahr (April) bis in den Frühherbst (Oktober).

## Forschungsgeschichte und Etymologie
Die Art wurde 1849 von Elias Magnus Fries erstbeschrieben. Als Holotyp dient eine Aufsammlung  aus Södermanland in Schweden aus dem Jahr 1845 durch Matts Adolf Lindblad (1821–1899), der mit dem Gattungsnamen geehrt wird. Das Artepitheton tubulina verweist auf die röhrenförmigen Sporangien, aus denen sich das Pseudoaethalium zusammensetzt.
Zeitweise waren weitere Arten beschrieben, diese werden jedoch meist alle synonymisiert, so dass die Gattung heute monotypisch ist.

## Nachweise
Fußnoten direkt hinter einer Aussage belegen die einzelne Aussage, Fußnoten direkt hinter einem Satzzeichen den gesamten vorangehenden Satz. Fußnoten hinter einer Leerstelle beziehen sich auf den kompletten vorangegangenen Absatz.
1. 1 2 3 4 5 6  Takami Hatano, Howard J. Arnott, Harold W. Keller: The Genus Lindbladia. In: Mycologia, Vol. 88, No. 2, S. 316–327, 1996